# 朱翊鋌
阜平王朱翊鋌（16世紀—17世紀），明朝第二代阜平王，阜平懿簡王朱載㙫嫡長子。

## 生平
萬曆十三年（1585年），襲封其父爵位。
萬曆四十六年（1618年）六月，明神宗遣行人李春燁主持朱翊鋌的喪禮。
萬曆四十七年（1619年）四月，神宗命朱常承繼其父爵位。同年七月，朱常正式襲封為阜平王。

## 子
- 庶長子：朱常䓅，早卒未封[5]
- 嫡次子：阜平長子→阜平王朱常[1]，一作「常𣸠」[5][3]，又「常洌」[4]
- 第三子：鎮國將軍朱常淙[5]
- 子：鎮國將軍朱常潮[6]
- 子：鎮國將軍朱常⿰氵徔[6]
- 嫡九子：鎮國將軍朱常㴦[6]，萬曆三十一年（1603年）八月賜名[7]